# Чемпіонат світу з футболу 2010 (кваліфікаційний раунд, АФК)
Чемпіонат світу з футболу 2010 (кваліфікаційний раунд, Азія) — футбольний турнір серед національних збірних команд країн-членів Азійської конфедерації футболу (АФК), метою якого було визначення команд, що представлятимуть регіон у фінальній частині чемпіонату світу 2010 року у Південно-Африканській Республіці.
Участь у турнірі взяли 42 національних команди країн Азії, а також збірна Австралії, національна федерація якої перейшла до АФК з Конфедерації футболу Океанії на початку 2006 року. Від участі у турнірі відмовилися національні федерації Лаосу, Брунею, та Філіппін.
Команди-учасниці турніру змагалися за 4 гарантованих місця у фінальній частині чемпіонату світу, які за його результатами вибороли збірні команди Австралії, КНДР, Південної Кореї та Японії. Крім того розігрувалося одне місце у міжзональному плей-оф, переможець якого також отримував путівку до фінальної частини світової першості. У цьому плей-оф представник Азії збірна Бахрейну поступилася представникові Конфедерації футболу Океанії збірній Нової Зеландії, таким чином обмеживши представництво Азійської конфедерації на мундіалі чотирма командами.

## Посів
Посів команд перед початком відбіркового турніру проводився з урахуванням результатів виступів під час кваліфікаційного раунду до чемпіонату світу 2006 року. Оскільки на той час збірна Австралії не брала участі у кваліфікаційних матчах азійської конфедерації, її місце при посіві було визначене з урахуванням результатів виступу безпосередньо у фінальній частині світової першості 2006 року, на якій вона пройшла далі за будь-кого з представників Азії.
Пізніше, перед жеребкуванням третього раунду турніру, посів перших п'яти команд було дещо змінено з урахуванням їх виступів на чемпіонаті світу 2006.

### Посів для перших двох раундів
Команди з кошику найсильніших, що мали відповідно до вищезгаданого принципу рейтинг від 1 до 5, не брали участь у перших двох раундах турніру, вступаючи у боротьбу з третього раунду.
Команди з рейтингом 6–43 починали боротьбу з першого раунду, причому команди з рейтингом 6–24 були у цьому раунді сіяними та отримували у супротивники команду з кошику B (несіяних).
Серед переможців першого раунду вісім команд з найнижчим рейтингом спрямовувалися до другого раунду, а решта відразу отримували місце у третьому раунді.
| Кошик найсильніших (Рейтинг 1—5)                                      | Кошик A (Рейтинг 6—24) | Кошик B (Рейтинг 25—43) |
| --------------------------------------------------------------------- | --- | --- |
| 1. Австралія 2. Південна Корея 3. Саудівська Аравія 4. Японія 5. Іран | 1. Бахрейн 2. Узбекистан 3. Кувейт 4. Північна Корея 5. КНР 6. Йорданія 7. Ірак 8. Ліван 9. Оман 10. ОАЕ 11. Катар 12. Сирія 13. Палестина 14. Таїланд 15. Туркменістан 16. Таджикистан 17. Індонезія 18. Гонконг 19. Ємен | 1. В'єтнам 2. Киргизстан 3. Мальдіви 4. Індія 5. Сінгапур 6. Шрі-Ланка 7. Малайзія 8. Китайський Тайбей 9. Бангладеш 10. Макао 11. Пакистан 12. Афганістан 13. Монголія 14. Гуам* 15. Непал 16. Камбоджа 17. Бутан* 18. М'янма 19. Східний Тимор |

* Збірні Гуаму та Бутану брали участь у жеребкуванні, однак не зіграли у кваліфікаційному раунді жодного матчу, оскільки представники відповідних федерацій відмовилися від участі у турнірі.

## Перший раунд
Офіційне жеребкування відбулося 6 серпня 2007 року у штаб-квартирі АФК в Куала-Лумпур, Малайзія. У ході жеребкування кожній команді з Кошику A випадковим чином обирався суперник з числа команд Кошику B.
| Команда 1     | Заг.           | Команда 2         | 1-й матч | 2-й матч   |
| ------------- | -------------- | ----------------- | -------- | ---------- |
| Пакистан      | 0–7            | Ірак              | 0–7      | 0–01       |
| Узбекистан    | 11–0           | Китайський Тайбей | 9–0      | 2–0        |
| Таїланд       | 13–2           | Макао             | 6–1      | 7–1        |
| Шрі-Ланка     | 0–6            | Катар             | 0–1      | 0–5        |
| КНР           | 11–0           | М'янма            | 7–0      | 4–04       |
| Бутан         | —2             | Кувейт            | —        | —          |
| Киргизстан    | 2–2 (5–6 пен.) | Йорданія          | 2–0      | 0–2 (д.ч.) |
| В'єтнам       | 0–6            | ОАЕ               | 0–1      | 0–5        |
| Бахрейн       | 4–1            | Малайзія          | 4–1      | 0–0        |
| Східний Тимор | 3–11           | Гонконг           | 2–35     | 1–8        |
| Сирія         | 5–1            | Афганістан        | 3–0      | 2–11       |
| Ємен          | 3–2            | Мальдіви          | 3–0      | 0–2        |
| Бангладеш     | 1–6            | Таджикистан       | 1–1      | 0–5        |
| Монголія      | 2–9            | Північна Корея    | 1–4      | 1–5        |
| Оман          | 4–0            | Непал             | 2–0      | 2–0        |
| Палестина     | 0–7            | Сінгапур          | 0–41     | 0–36       |
| Ліван         | 6–3            | Індія             | 4–1      | 2–2        |
| Камбоджа      | 1–5            | Туркменістан      | 0–1      | 1–4        |
| Гуам          | —3             | Індонезія         | —        | —          |

1. ↑  З міркувань безпеки збірна Іраку грала свій домашній матч у Сирії, збірна Палестини — у Катарі, а збірна Афганістану — у Таджикистані.
2. ↑  Збірна Бутану відмовилася від участі у турнірі.
3. ↑  Збірна Гуаму відмовилася від участі у турнірі.
4. ↑  За рішенням ФІФА домашню гру збірної М'янми було проведено у Малайзії.
5. ↑  Представники збірної Східного Тимору вирішили провести домашню гру в Індонезії.
6. ↑  Збірна Палестини не з'явилася на матч, збірній Сингапуру було зараховано перемогу з рахунком 3–0.

## Другий раунд
З 19 команд-переможців Першого раунду 8 збірних з найнижчим рейтингом відповідно до формату змагань мали взяти участь у Другому раунді. Решта 11 переможців Першого раунду автоматично потрапили до Третього раунду. Жеребкування Другого раунду пройшло одночасно з жеребкуванням Першого раунду.
Оскільки на момент жеребкування перелік учасників раунду не був відомим, у жеребкуванні використовувалися позиції цих команд у рейтингу серед 19 переможців Першого раунду:
- 17-а позиція рейтингу виходила на 14-у
- 16-а позиція рейтингу виходила на 12-у
- 18-а позиція рейтингу виходила на 13-у
- 19-а позиція рейтингу виходила на 15-у

| Команда 1 | Заг. | Команда 2    | 1-й матч | 2-й матч |
| --------- | ---- | ------------ | -------- | -------- |
| Гонконг   | 0–3  | Туркменістан | 0–0      | 0–3      |
| Індонезія | 1–11 | Сирія        | 1–4      | 0–7      |
| Сінгапур  | 3–1  | Таджикистан  | 2–0      | 1–1      |
| Ємен      | 1–2  | Таїланд      | 1–1      | 0–1      |

## Третій раунд
Участь у Третьому раунді взяли 5 команд з найвищим рейтингом, які лише на цьому етапі розпочинали змагання, а також 11 команд з найвищим рейтингом серед переможців Першого раунду та 4 команди-переможці Другого раунду.

### Учасники
| Кошик найсильніших                                                    | 11 переможців 1 раунду                                                                                             | Переможці 2 раунду                              |
| --------------------------------------------------------------------- | --- | ----------------------------------------------- |
| 1. Австралія 2. Південна Корея 3. Саудівська Аравія 4. Японія 5. Іран | 1. Бахрейн 2. Узбекистан 3. Кувейт 4. Північна Корея 5. КНР 6. Йорданія 7. Ірак 8. Ліван 9. Оман 10. ОАЕ 11. Катар | 1. Сирія 2. Таїланд 3. Туркменістан 4. Сінгапур |

### Посів для Третього раунду
20 команд-учасниць раунду були поділені на 5 груп по 4 збірних у кожній. Жеребкування цього етапу змагання відбулося у Дурбані, Південно-Африканська Республіка 25 листопада 2007 року.
Для жеребкування було сформовано 4 кошики відповідно до рейтингу команд-учасниць:
| Кошик A                                                        | Кошик B                                              | Кошик C                              | Кошик D                                           |
| -------------------------------------------------------------- | ---------------------------------------------------- | ------------------------------------ | ------------------------------------------------- |
| Австралія · Південна Корея · Іран · Японія · Саудівська Аравія | Бахрейн · Узбекистан · Кувейт · Північна Корея · КНР | Йорданія · Ірак · Ліван · Оман · ОАЕ | Катар · Сирія · Таїланд · Туркменістан · Сінгапур |

### Групи
Команди у кожній з груп грали між собою по дві гри — одній вдома та одній у гостях. До Четвертого раунду проходили команди, що зайняли перше та друге місце у своїх групах.

#### Група 1
| Команда   | І | В | Н | П | М+ | М- | РМ | О  |
| --------- | - | - | - | - | -- | -- | -- | -- |
| Австралія | 6 | 3 | 1 | 2 | 7  | 3  | +4 | 10 |
| Катар     | 6 | 3 | 1 | 2 | 5  | 6  | −1 | 10 |
| Ірак      | 6 | 2 | 1 | 3 | 4  | 6  | −2 | 7  |
| КНР       | 6 | 1 | 3 | 2 | 3  | 4  | −1 | 6  |

|           | Австралія | КНР   | Ірак  | Катар |
| --------- | --------- | ----- | ----- | ----- |
| Австралія | –         | 0 – 1 | 1 – 0 | 3 – 0 |
| КНР       | 0 – 0     | –     | 1 – 2 | 0 – 1 |
| Ірак      | 1 – 0     | 1 – 1 | –     | 0 – 1 |
| Катар     | 1 – 3     | 0 – 0 | 2 – 0 | –     |

#### Група 2
| Команда | І | В | Н | П | М+ | М- | РМ | О  |
| ------- | - | - | - | - | -- | -- | -- | -- |
| Японія  | 6 | 4 | 1 | 1 | 12 | 3  | +9 | 13 |
| Бахрейн | 6 | 3 | 2 | 1 | 7  | 5  | +2 | 11 |
| Оман    | 6 | 2 | 2 | 2 | 5  | 7  | −2 | 8  |
| Таїланд | 6 | 0 | 1 | 5 | 5  | 14 | −9 | 1  |

|         | Бахрейн | Японія | Оман  | Таїланд |
| ------- | ------- | ------ | ----- | ------- |
| Бахрейн | –       | 1 – 0  | 1 – 1 | 1 – 1   |
| Японія  | 1 – 0   | –      | 3 – 0 | 4 – 1   |
| Оман    | 0 – 1   | 1 – 1  | –     | 2 – 1   |
| Таїланд | 2 – 3   | 0 – 3  | 0 – 1 | –       |

#### Група 3
| Команда        | І | В | Н | П | М+ | М- | РМ  | О  |
| -------------- | - | - | - | - | -- | -- | --- | -- |
| Південна Корея | 6 | 3 | 3 | 0 | 10 | 3  | +7  | 12 |
| Північна Корея | 6 | 3 | 3 | 0 | 4  | 0  | +4  | 12 |
| Йорданія       | 6 | 2 | 1 | 3 | 6  | 6  | 0   | 7  |
| Туркменістан   | 6 | 0 | 1 | 5 | 1  | 12 | −11 | 1  |

|                | Йорданія | Північна Корея | Південна Корея | Туркменістан |
| -------------- | -------- | -------------- | -------------- | ------------ |
| Йорданія       | –        | 0 – 1          | 0 – 1          | 2 – 0        |
| Північна Корея | 2 – 0    | –              | 0 – 0          | 1 – 0        |
| Південна Корея | 2 – 2    | 0 – 0          | –              | 4 – 0        |
| Туркменістан   | 0 – 2    | 0 – 0          | 1 – 3          | –            |

#### Група 4
| Команда           | І | В | Н | П | М+ | М- | РМ  | О  |
| ----------------- | - | - | - | - | -- | -- | --- | -- |
| Узбекистан        | 6 | 5 | 0 | 1 | 17 | 7  | +10 | 15 |
| Саудівська Аравія | 6 | 5 | 0 | 1 | 15 | 5  | +10 | 15 |
| Сінгапур          | 6 | 2 | 0 | 4 | 7  | 16 | −9  | 6  |
| Ліван             | 6 | 0 | 0 | 6 | 3  | 14 | −11 | 0  |

|                   | Ліван | Саудівська Аравія | Сінгапур | Узбекистан |
| ----------------- | ----- | ----------------- | -------- | ---------- |
| Ліван             | –     | 1 – 2             | 1 – 2    | 0 – 1      |
| Саудівська Аравія | 4 – 1 | –                 | 2 – 0    | 4 – 0      |
| Сінгапур          | 2 – 0 | 0 – 3*            | –        | 3 – 7      |
| Узбекистан        | 3 – 0 | 3 – 0             | 3 – 0*   | –          |

* Збірні Узбекистану та Саудівської Аравії у підсумковій турнірній таблиці помінялися місцями через скасування результатів двох матчів за участю збірної Сингапуру, у складі якої грав футболіст, який не мав на це права. Результати обох цих матчів було змінено на перемогу суперників збірної Сингапуру з рахунком 3-0.

#### Група 5
| Команда | І | В | Н | П | М+ | М- | РМ | О  |
| ------- | - | - | - | - | -- | -- | -- | -- |
| Іран    | 6 | 3 | 3 | 0 | 7  | 2  | +5 | 12 |
| ОАЕ     | 6 | 2 | 2 | 2 | 7  | 7  | 0  | 8  |
| Сирія   | 6 | 2 | 2 | 2 | 7  | 8  | −1 | 8  |
| Кувейт  | 6 | 1 | 1 | 4 | 8  | 12 | −4 | 4  |

|        | Іран  | Кувейт | Сирія | ОАЕ   |
| ------ | ----- | ------ | ----- | ----- |
| Іран   | –     | 2 – 0  | 0 – 0 | 0 – 0 |
| Кувейт | 2 – 2 | –      | 4 – 2 | 2 – 3 |
| Сирія  | 0 – 2 | 1 – 0  | –     | 1 – 1 |
| ОАЕ    | 0 – 1 | 2 – 0  | 1 – 3 | –     |

## Четвертий раунд
Участь у Четвертому раунді взяли 10 команд, які було поділено на 2 групи по 5 команд у кожній.

### Учасники
| Третій раунд | Переможець групи   | 2 місце у групі |
| ------------ | ------------------ | --------------- |
| Група 1      | Австралія          | Катар           |
| Група 2      | Японія             | Бахрейн         |
| Група 3      | Південна Корея     | Північна Корея  |
| Група 4      | Саудівська Аравія* | Узбекистан*     |
| Група 5      | Іран               | ОАЕ             |

* Місця у груповому турнірі до перегляду результатів матчів збірної Сингапуру у Третьому раунді.

### Посів для Четвертого раунду
Десять команд-учасниць були поділені на дві групи по п'ять команд у кожній шляхом жеребкування, що відбулося у Куала-Лумпур, Малайзія 27 липня 2008 року. Посів збірних для цього раунду базувався на рейтингу, оновленому перед Третім раундом.
Шість збірних з найвищим рейтингом були розподілені до 3 кошиків по 2 команди у кожному, решта 4 збірних склали окремий кошик. До кожної з груп випадковим чином обиралися по одній команді з трьох перших кошиків та дві команди з четвертого кошику.
| Кошик 1                      | Кошик 2         | Кошик 3                       | Кошик 4                                     |
| ---------------------------- | --------------- | ----------------------------- | ------------------------------------------- |
| Австралія · Південна Корея · | Іран · Японія · | Саудівська Аравія · Бахрейн · | Узбекистан · Північна Корея · ОАЕ · Катар · |

### Групи
Команди у кожній з груп грали між собою по 2 гри, одній вдома та одній у гостях. Команди, що зайняли за результатами групового турніру перше та друге місця у групах, отримували місце серед учасників фінальної частини чемпіонату світу 2010 року. Команди, що зайняли треті місця у групах, переходили до П'ятого раунду відбору, у якому визначався ще один представник АФК, що мав можливість потрапити до фінальної частини світової першості через плей-оф з переможцем кваліфікаційного раунду серед збірних Конфедерації футболу Океанії. 

#### Група A
| Команда    | І | В | Н | П | М+ | М- | РМ  | О  |
| ---------- | - | - | - | - | -- | -- | --- | -- |
| Австралія  | 8 | 6 | 2 | 0 | 12 | 1  | +11 | 20 |
| Японія     | 8 | 4 | 3 | 1 | 11 | 6  | +5  | 15 |
| Бахрейн    | 8 | 3 | 1 | 4 | 6  | 8  | −2  | 10 |
| Катар      | 8 | 1 | 3 | 4 | 5  | 14 | −9  | 6  |
| Узбекистан | 8 | 1 | 1 | 6 | 5  | 10 | −5  | 4  |

|            | Австралія | Бахрейн | Японія | Катар | Узбекистан |
| ---------- | --------- | ------- | ------ | ----- | ---------- |
| Австралія  | –         | 2 – 0   | 2 – 1  | 4 – 0 | 2 – 0      |
| Бахрейн    | 0 – 1     | –       | 2 – 3  | 1 – 0 | 1 – 0      |
| Японія     | 0 – 0     | 1 – 0   | –      | 1 – 1 | 1 – 1      |
| Катар      | 0 – 0     | 1 – 1   | 0 – 3  | –     | 3 – 0      |
| Узбекистан | 0 – 1     | 0 – 1   | 0 – 1  | 4 – 0 | –          |

#### Група B
| Команда           | І | В | Н | П | М+ | М- | РМ  | О  |
| ----------------- | - | - | - | - | -- | -- | --- | -- |
| Південна Корея    | 8 | 4 | 4 | 0 | 12 | 4  | +8  | 16 |
| Північна Корея    | 8 | 3 | 3 | 2 | 7  | 5  | +2  | 12 |
| Саудівська Аравія | 8 | 3 | 3 | 2 | 8  | 8  | 0   | 12 |
| Іран              | 8 | 2 | 5 | 1 | 8  | 7  | +1  | 11 |
| ОАЕ               | 8 | 0 | 1 | 7 | 6  | 17 | −11 | 1  |

|                   | Іран  | Північна Корея | Південна Корея | Саудівська Аравія | ОАЕ   |
| ----------------- | ----- | -------------- | -------------- | ----------------- | ----- |
| Іран              | –     | 2 – 1          | 1 – 1          | 1 – 2             | 1 – 0 |
| Північна Корея    | 0 – 0 | –              | 1 – 1          | 1 – 0             | 2 – 0 |
| Південна Корея    | 1 – 1 | 1 – 0          | –              | 0 – 0             | 4 – 1 |
| Саудівська Аравія | 1 – 1 | 0 – 0          | 0 – 2          | –                 | 3 – 2 |
| ОАЕ               | 1 – 1 | 1 – 2          | 0 – 2          | 1 – 2             | –     |

## П'ятий раунд
Збірні Бахрейну та Саудівської Аравії, тобто команди, що зайняли треті міста у свої групах під час Четвертого раунду, визначали між собою претендента на можливу п'яту путівку на мундіаль для представників азійської конфедерації. П'ятий раунд складався з двох матчів, по одному на території кожної з країн-учасниць. Жеребкування послідовності проведення матчів пройшло 2 червня 2009 року у Нассау, Багамські Острови. 
| Команда 1 | Заг. | Команда 2         | 1-й матч | 2-й матч |
| --------- | ---- | ----------------- | -------- | -------- |
| Бахрейн   | 2–2  | Саудівська Аравія | 0–0      | 2–2      |

За результатами раунду збірна Бахрейну пройшла до інтерзонального плей-оф завдяки голам, забитим на полі суперника.

## Плей-оф між Азією та Океанією
Переможець П'ятого раунду кваліфікаційного турніру азійської конфедерації грав з переможцем аналогічного турніру серед команд конфедерації Океанії, збірною Нової Зеландії, аби визначити між собою власника путівки до фінальної частини чемпіонату світу 2010 року. Плей-оф складався з двох матчів, по одному на полі кожного із суперників.
Жеребкування послідовності матчів відбулося 2 червня 2009 року на конгресі ФІФА у Нассау, Багамські Острови.
| Команда 1 | Заг. | Команда 2     | 1-й матч | 2-й матч |
| --------- | ---- | ------------- | -------- | -------- |
| Бахрейн   | 0–1  | Нова Зеландія | 0–0      | 0–1      |

За результатами плей-оф право участі на чемпіонаті світу отримала збірна Нової Зеландії.

## Бомбардири
У 144 матчах турніру було забито 374 голи, тобто у середньому 2,60 м'ячі за гру. Найкращі бомбардири:
| Поз. | Гравець             | Країна            | Усього голів | Голів за раундами | Голів за раундами | Голів за раундами | Голів за раундами | Голів за раундами |
| Поз. | Гравець             | Країна            | Усього голів | Р1                | Р2                | Р3                | Р4                | Р5                |
| ---- | ------------------- | ----------------- | ------------ | ----------------- | ----------------- | ----------------- | ----------------- | ----------------- |
| 1    | Сарают Чайкамді     | Таїланд           | 8            | 5                 | 2                 | 1                 | X                 | X                 |
| 1    | Максим Шацьких      | Узбекистан        | 8            | 5                 | —                 | 2                 | 1                 | X                 |
| 3    | Ахмад Аджаб         | Кувейт            | 6            | 0                 | —                 | 6                 | X                 | X                 |
| 3    | Ісмаїл Матар        | ОАЕ               | 6            | 1                 | —                 | 4                 | 1                 | X                 |
| 5    | Зіад Чабо           | Сирія             | 5            | 0                 | 4                 | 1                 | X                 | X                 |
| 5    | Пак Чісон           | Південна Корея    | 5            | —                 | —                 | 2                 | 3                 | —                 |
| 5    | Мохаммед Гаддар     | Ліван             | 5            | 4                 | —                 | 1                 | X                 | X                 |
| 5    | Себастьян Квінтана  | Катар             | 5            | 3                 | —                 | 1                 | 1                 | X                 |
| 9    | Тім Кегілл          | Австралія         | 4            | —                 | —                 | 1                 | 3                 | —                 |
| 9    | Бретт Емертон       | Австралія         | 4            | —                 | —                 | 2                 | 2                 | —                 |
| 9    | Чен Сю Вай          | Гонконг           | 4            | 4                 | 0                 | X                 | X                 | X                 |
| 9    | Джавад Некунам      | Іран              | 4            | —                 | —                 | 1                 | 3                 | X                 |
| 9    | Махді Карім         | Ірак              | 4            | 4                 | —                 | 0                 | X                 | X                 |
| 9    | Хасан Абдель Махмуд | Йорданія          | 4            | —                 | —                 | 4                 | X                 | X                 |
| 9    | Йон Чол Мін         | Північна Корея    | 4            | 4                 | —                 | 0                 | 0                 | X                 |
| 9    | Хон Йон Чжо         | Північна Корея    | 4            | 0                 | —                 | 3                 | 1                 | X                 |
| 9    | Парк Чху Йоун       | Південна Корея    | 4            | —                 | —                 | 2                 | 2                 | —                 |
| 9    | Абдох Отаїф         | Саудівська Аравія | 4            | —                 | —                 | 2                 | 2                 |                   |
| 9    | Александар Дурич    | Сінгапур          | 4            | 0                 | 2                 | 2                 | X                 | X                 |
| 9    | Раджа Рафе          | Сирія             | 4            | 0                 | 4                 | 0                 | X                 | X                 |
| 9    | Джехад Аль Хуссейн  | Сирія             | 4            | 0                 | 1                 | 3                 | X                 | X                 |
| 9    | Нумонджон Хакімов   | Таджикистан       | 4            | 4                 | 0                 | X                 | X                 | X                 |
| 9    | Сервер Джепаров     | Узбекистан        | 4            | 0                 | —                 | 4                 | 0                 | X                 |

Легенда:

— - команда не брала участі

X - команда не пройшла до відповідного раунду